# Mine de Śląsk
La mine de Śląsk est une mine souterraine de charbon située en Pologne.